# Kanton Tourouvre
Kanton Tourouvre (francouzsky Canton de Tourouvre) je francouzský kanton v departementu Orne v regionu Normandie. Při reformě kantonů v roce 2014 byl utvořen z 41 obcí, do té doby sestával z 15 obcí. V květnu 2016 sestával z 25 obcí (vzhledem k procesu slučování některých obcí).

## Obce kantonu (květen 2016)
- Les Aspres
- Auguaise
- Beaulieu
- Bizou
- Bonnefoi
- Bonsmoulins
- Brethel
- La Chapelle-Viel
- Crulai
- La Ferrière-au-Doyen
- Les Genettes
- L'Hôme-Chamondot
- Irai
- Longny-les-Villages [p 1]
- Le Mage
- Le Ménil-Bérard
- Les Menus
- Moulins-la-Marche
- Moussonvilliers
- Normandel
- Le Pas-Saint-l'Homer
- Saint-Hilaire-sur-Risle
- Saint-Maurice-lès-Charencey
- Tourouvre-au-Perche [p 2]
- La Ventrouze